# Железные дороги Таиланда

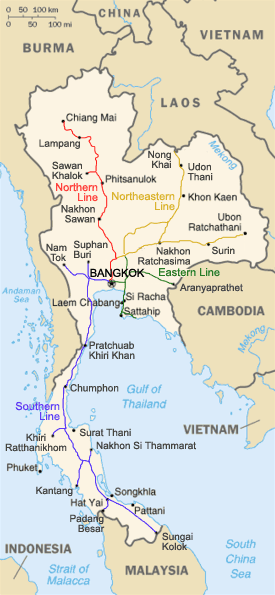
Карта железных дорог Таиланда

Железные дороги Таиланда — сеть государственных железных дорог, находящихся под управлением компании Государственные железные дороги Таиланда.

## История появления
Интерес к железным дорогом в Таиланде зародился, возможно, тогда, когда королева Виктория подарила модель железной дороги королю Раме IV. Первая железнодорожная линия (Пакнамская железная дорога) построена в 1893 году.

### Пакнамская железная дорога
Порт Пакнам в устье Чаупхрайи обслуживал морские суда, которые не могли проходить вверх по течению реки до Бангкока. В 1887 году частной компанией Пакнамской железной дороги с бельгийско-датским капиталом было начато строительство железной дороги метровой колеи, соединяющей порт со столицей, и в 1893 году по ней было открыто пассажирское и грузовое движение. Протяжённость линии составляла 21 км с 12 станциями. Это расстояние поезда преодолевали за 1 час.
В Бангкоке конечная станция располагалась напротив ныне существующего вокзала Хуалампхонг; от неё линия следовала вдоль шоссе Рамы IV и канала Тей, поворачивая затем на юг к порту.
Изначально линию обслуживали четыре 15-тонных двухосных паровоза производства завода Краусса в Мюнхене. Размеры движения постепенно увеличивались, и в 1926 году линия была электрифицирована.
В 1946 году дорога была национализирована. С открытием в 1947 году бангкокского порта дорога утратила значение для грузовых перевозок, а рост автомобильного движения в Бангкоке послужил поводом для закрытия дороги в 1959 году.

## Общая характеристика
Протяжённость железных дорог Таиланда 4180 км (без учёта городского рельсового транспорта в Бангкоке). Ширина колеи — 1000 мм. Масса 1 м рельсов, уложенных в путь, от 24,8 до 42,5 кг (8 типов). На железных дорогах применяются деревянные и железобетонные шпалы.

### Грузовые перевозки
Основные грузы: нефтепродукты, цемент, гипс, маис, лесоматериалы, рис. В 1990 году грузооборот составил 3291 млн тонно-километров, объём грузовых перевозок — 7,89 млн.т.

### Пассажирские перевозки
Пассажирооборот — 11,6 млрд пассажиро-километров, объём пассажирских перевозок — 97,6 миллионов человек.

## Конфигурация сети
Центром основной железнодорожной сети государства является Бангкок. Главной пассажирской станцией является вокзал Хуалампхонг, являющийся конечной точкой большинства маршрутов. Крупнейшей грузовой станцией (при которой также размещено локомотивное депо) является узловая станция Бангсы в северной части Бангкока.
Линии, расходящиеся от Бангкока, группируются в четыре «куста» по охватываемым ими направлениям: Северная линия, Северо-восточная линия, Восточная линия и Южная линия.
Линии в основном однопутные; в окрестностях Бангкока сосредоточено большинство из 295 км двухпутных и все 106 км трёхпутных линий.
Помимо основной железнодорожной сети имеется несвязанная с нею Мэклонгская железная дорога, также приходящая в Бангкок.

### Северная линия
Северная линия начинается от вокзала Хуалампхонг (0 км) и следует в северном направлении через Бангсы (7,5 км) до узловой станции Банпхачи (90 км) совместно с Северо-восточной линией, а далее отдельно от неё в Лопбури (133 км), Накхонсаван (246 км), Пхичит (347 км), Пхитсанулок (389 км), Денчай (534 км), Накхонлампанг (642 км), Лампхун (729 км) и Чиангмай (751 км). Имеется ответвление от станции Бандара (458 км) в Саванкхалок (29 км).
Время в пути между Бангкоком и Чиангмаем по расписанию от 12 до 15 часов.
Северная линия является самой старой линией из существующих в Таиланде на сегодняшний день. Участок длиной 71 км от Бангкока до Аюттхаи был открыт в 1894 году. До 1920 года Северная линия имела стандартную колею, но потом поэтапно была «перешита» на метровую для унификации с другими железными дорогами королевства.
В связи со значительным ростом числа случаев схода подвижного состава, вызванных плохим состоянием пути, участок линии от станции Силаат (488 км) до Чиангмая был закрыт на реконструкцию с 16 сентября по 1 декабря 2013 года.

### Северо-восточная линия
Северо-восточная линия начинается от вокзала Хуалампхонг (0 км) и следует в северном направлении через Бангсы (7,5 км) до узловой станции Банпхачи (90 км) совместно с Северной линией, а далее отдельно от неё на северо-восток через Накхонратчасиму (264 км). На узловой станции Тханончира (266 км) линия разделяется на две ветки.
Одна ветка уходит на север в Кхонкэн (450 км), Удонтхани (569 км), Нонгкхай (624 км), а далее через Мост Дружбы к железнодорожной станции Тханалэнг, единственной на сегодняшний день на территории Лаоса, в 9 км от Вьентьяна. По состоянию на февраль 2009 года регулярное движение выполнялось только до Нонгкхая. Регулярное движение через границу в торжественной обстановке было открыто 5 марта 2009 года. В перспективе предполагается продление линии до Вьентьяна.
Другая ветка идёт на восток в Бурирам (376 км), Сурин (420 км), Сисакет (515 км) и Убонратчатхани (575 км).
Есть также боковая линия, ответвляющаяся от общего участка основной линии у станции Кэнгкхой (125 км), проходящая через Ламнарай и Чатурат и соединяющаяся с веткой на Нонгкхай у станции Буаяй (346 км).
Время в пути между Бангкоком и Нонгкхаем по расписанию от 10 часов 35 минут до 12 часов 55 минут, между Бангкоком и Убонратчатхани — от 8 часов 35 минут до 12 часов 15 минут.

### Восточная линия
Восточная линия начинается от вокзала Хуалампхонг (0 км) и первые два километра идёт на север параллельно путям Северной, Северо-восточной и Южной линий, после чего уходит на восток к крупной грузовой станции Маккасан (5 км; станция имеет соединение со станцией Бангсы) и далее в Чаченгсау (61 км), Прачинбури (122 км) и Араньяпратхет (255 км) у границы с Камбоджей.
Ранее линия продолжалась через границу, в Пойпет и далее в Баттамбанг и Пномпень, однако в годы гражданской войны в Камбодже движение было прервано. По состоянию на февраль 2009 года движение между Аранъяпратхетом и Баттамбангом отсутствует; участок от Аранъяпратхета до границы, включая мост через приграничную реку, сохранен, однако на камбоджийской стороне в приграничной зоне непосредственно на трассе железной дороги выстроено казино, застроена бывшая трасса железной дороги и дальше в Пойпете. Существует проект восстановления железнодорожного сообщения Бангкок—Пномпень по былой трассе.
От Чаченгсау ответвляется ветка на юг, идущая по восточному берегу Бангкокского залива и оканчивающаяся несколькими ответвлениями у морских портов Лэмчабанг (140 км) и Маптхапхут (200 км). Линия проходит через известный морской курорт Пхатхаю. Пассажирское движение имеется только до станции Пхлутхалуанг (184 км).
Есть также рокадная линия, связывающая станцию Кхлонг 19 со станцией Кэнгкхой Северо-восточной линии в обход Бангкока.
Вдоль западного участка линии сооружена эстакадная линия метрополитена, соединяющая Бангкок с аэропортом Суварнабхуми. До её постройки авиапассажиры могли пользоваться существующим железнодорожным сообщением от станции Хуатакхе (которая сообщалась с аэропортом посредством автобуса-челнока).
Время в пути между Бангкоком и Аранъяпратхетом по расписанию от 4 часов 30 минут до 5 часов 40 минут, между Бангкоком и Пхлутхалуангом — 4 часа 25 минут.

### Южная линия
Южная линия начинается от вокзала Хуалампхонг (0 км) и следует в северном направлении до узловой станции Бангсы (7,5 км) совместно с Северной и Северо-восточной линиями, а далее отдельно от них на запад, через Чаупхраю до узловой станции Талингчан (22 км). Отсюда для поездов местного сообщения, следующих в сторону Бангкока, имеется тупиковое ответвление к станции Бангкок-Ной (Бангкок-Малый, также известна как Тхонбури; 6 км), расположенной на правом берегу Чаупхраи. Далее линия следует через Накхонпатхом (64 км) до узловой станции Нонгпладук (80 км), где разделяется на три направления: южное (основное), западное и северное.
Северное направление завершается в Супханбури (158 км).
Западное направление, известное также как Тайско-Бирманская железная дорога, идёт в провинцию Канчанабури и доходит до станции Намток (210 км). Недалеко от станции Канчанабури (133 км) расположен пользующийся большой известностью мост через реку Кхвэяй (136 км). В промежутке между 1943 и 1945 годами путь шёл дальше, через бирманскую границу и соединялся с железной дорогой Моламьяйн—Е.
Южное направление следует через Пхетбури (117 км), Чумпхон (318 км), Сураттхани (651 км), Хатъяй (945 км) к малайзийской границе у города Паданг-Бесар (990 км), где соединяется с западной линией малайзийской железнодорожной сети. Поезда Государственной железной дороги Таиланда следуют от Бангкока до Баттерворта, поезда КТМ — от Куала-Лумпура до Хатъяя. Кроме того, от Хатъяя есть ответвление в Ялу (1055 км) и Сунгайколок (1159 км) у малайзийской границы. Существует, но не используется участок железной дороги от Сунгайколока через границу в Рантау-Панджанг и далее до Пасир-Маса, где соединяется с восточной линией малайзийской железнодорожной сети.
От южного направления имеется также ряд ответвлений:
- от Бантхунгпхо (549 км) до Кхириратникхома (678 км);
- от Тхунгсонга (773 км) до Транга (845 км) и Кантанга (866 км);
- от Кхаочумтхонга (797 км) до Накхонситхаммарата (832 км).

### Мэкхлонгская железная дорога
Мэкхлонгская железная дорога изолирована и не имеет связи с основной национальной сетью железных дорог и сама разделена на два участка.
Восточный участок длиной 33 км был открыт компанией Тхачинской железной дороги в 1904 году от станции Кхлонгсан на берегу Чаупхрайи в Тхонбури до станции Махачай на берегу Тхачина в Самутсакхоне.
Западный участок длиной 34 км был открыт компанией Мэклонгской железной дороги от станции Банлэм на противоположном берегу Тхачина параллельно северному побережью Бангкокского залива до конечной станции Мэкхлонг на берегу одноимённой реки.
В 1907 году две компании объединились под названием компании Мэкхлонгской железной дороги. Первоначально дорога предназначалась для грузовых перевозок, в первую очередь, для доставки улова рыбы из провинций Самутсакхон и Самутсонгкхрам на рынки Бангкока, однако вскоре приобрела и пассажирское значение. В 1926—1927 годах восточный участок дороги был электрифицирован.
В 1946 году компания была национализирована; с 1952 года линия перешла в управление Государственных железных дорог Таиланда, а в 1955 году компания полностью вошла в их состав. За этим последовала деэлектрификация линии.
В 1961 году конечная станция Кхлонгсан и участок линии протяжённостью около 2 км от неё до станции Вонгвьянъяй были закрыты с целью улучшения дорожного движения в Бангкоке. С тех пор и по настоящее время станция Вонгвьянъяй является конечной.

## Подвижной состав

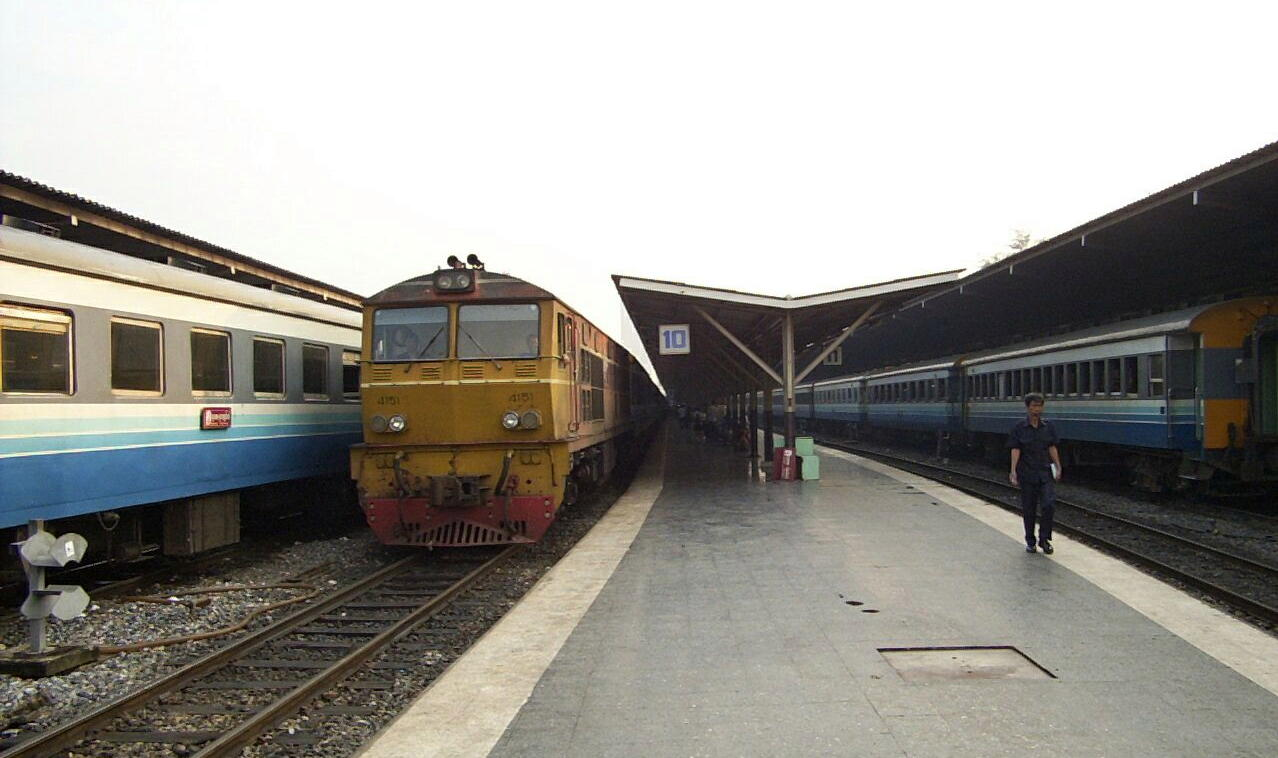
Тепловоз в Бангкоке

В локомотивном парке в основном тепловозы. В городском сообщении курсируют трёх- и четырёхвагонные дизель-поезда производства Siemens.

## Перспективы развития
Основные направления развития: строительство новых линий, модернизация подвижного состава, устройств СЦБ и связи, реконструкция пути, мостов и других искусственных сооружений, электрификация сети.

## Городской железнодорожный транспорт
В царствование короля Чулалонгкорна Бангкок, при помощи иностранного капитала и специалистов, обзавёлся трамваем. В 1887 году было открыто движение конки, а 1 января 1893 года — электрического трамвая. Трамвайная сеть метровой колеи достигла своего наивысшего развития к 1950 году. Затем, однако, город начал постепенно избавляться от трамвайных линий, и 30 сентября 1968 года трамвайное сообщение было полностью прекращено.
С 1955 по 1962 год существовала небольшая трамвайная линия в Лопбури.
5 декабря 1999 года в Бангкоке открылся надземный, а 3 июля 2004 года — подземный метрополитен.

## Внешние ссылки
- Проект скоростной линии "3 аэропорта"
- Проект скоростной линии "Бангкок - Нонгкай"
- Проект двухпутных линий через Лопбури
- Проект двухпутных линий "Northeastern double-track railway construction project"